# عبد الرحمن عبد القادر فقي
عبد الرحمن عبد القادر الفقي (من مواليد 7 سبتمبر 1988) ، من قطر،هو لاعب رياضي بارالمبي. فاز بالميدالية الفضية في مسابقة دفع الجلة للرجال فئة F34 ضمن احداث دورة الألعاب البارالمبية الصيفية 2016 والتي أقيمت في مدينة ريو دي جانيرو بالبرازيل. ايضاً فاز عبدالرحمن بالميدالية البرونزية في منافسات دفع الجلة للرجال فئة F34 ضمن إحداث دورة الألعاب البارالمبية الصيفية 2020 التي أقيمت في طوكيو اليابان.
فاز بالميدالية الذهبية في رمي الجلة F34 للرجال في بطولة العالم لألعاب القوى لذوي الاحتياجات الخاصة 2017 في لندن.
كان حامل لعلم بلاد قطر خلال عرض الأمم في دورة الألعاب البارالمبية الصيفية 2020 كجزء من احداث حفل افتتاح دورة الألعاب البارالمبية الصيفية بتاريخ 2020.